# Eiji Ōtsuka
Eiji Ōtsuka (大塚 英志, Ōtsuka Eiji; nascido em 28 de agosto de 1958, na antiga cidade de Tanashi, Tóquio) é um crítico social, folclorista, teórico de mídia e romancista japonês. Atualmente, é professor no Centro Internacional de Estudos Japoneses em Kyoto.
Formado pela Universidade de Tsukuba, graduou-se em antropologia, com especialização em folclore feminino, sacrifício humano e mangá do pós-guerra. Além de seu trabalho com mangás, Ōtsuka também é conhecido como crítico, ensaísta e autor de diversos livros de não ficção sobre a cultura popular japonesa e subculturas otaku.
Entre suas obras mais notáveis estão os mangás Multiple Personality Detective Psycho e The Kurosagi Corpse Delivery Service. Um de seus primeiros trabalhos como roteirista de animação foi na produção do OVA adulto de lolicon Mahō no Rouge Lipstick. Ele também atuou como editor da série de mangá bishōjo e lolicon Petit Apple Pie.
Na década de 1980, Eiji Ōtsuka atuou como editor-chefe da revista Manga Burikko, uma importante publicação de mangás. Durante esse período, ele foi pioneiro nas pesquisas sobre as subculturas otaku no Japão contemporâneo. Além disso, publicou uma série de livros e artigos abordando diversos aspectos da indústria de mangás.
Em julho de 2007, Eiji Ōtsuka recebeu o título de doutor em engenharia artística pela Universidade de Design de Kobe. Sua tese de doutorado, intitulada "Do formato de Mickey à Proposta de Atom: a origem da metodologia do mangá no pós-guerra durante os anos de guerra e seu desenvolvimento", aborda as origens e o progresso da metodologia dos mangás no Japão.

## Biografia

### Primeiros Anos
Eiji Ōtsuka nasceu em 28 de agosto de 1958 na antiga cidade de Tanashi, Tóquio (atualmente parte de Nishitōkyō, Tóquio). Seu pai, repatriado da Manchúria, enfrentou condições precárias de vida em habitações para repatriados antes de ser aceito na universidade.  O pai de Ōtsuka foi membro do antigo Partido Comunista Japonês, mas abandonou o partido devido a discordâncias em relação às políticas adotadas. 
Durante o ensino fundamental, Eiji Ōtsuka ingressou no círculo doujin Sakuga Group, o que o levou a trabalhar como assistente do mangaká Tarō Minamoto no primeiro ano do ensino médio. No ano seguinte, com referências de Minamoto, Ōtsuka estreou como artista de mangá de comédia (gag manga). No entanto, ele logo abandonou a carreira de mangaká durante os exames de admissão à universidade, após concluir que não tinha talento suficiente para seguir a profissão. Ōtsuka se formou pela Universidade de Tsukuba em março de 1981, onde estudou folclorística japonesa sob a orientação do professor Tokuji Chiba. Ele abandonou a ideia de seguir os estudos de pós-graduação após ser informado pelo instrutor Noboru Miyata de que suas "ideias eram excessivamente jornalísticas e não adequadas para o meio acadêmico". 

### Carreira
Após se formar, Eiji Ōtsuka trabalhou como editor freelancer nas revistas Ryu e Petit Apple Pie, junto com o mangaká Yukio Sawada. Durante esse período, colaborou por cerca de um mês com o renomado mangaká Shōtarō Ishinomori, onde aprendeu a revisar names de mangás (name refere-se ao rascunho preliminar de uma página de mangá, incluindo o layout dos quadros, diálogos e enredo, revisado pelo editor antes de o artista prosseguir para a fase final do manuscrito).
Posteriormente, ao passar de editor freelancer para editor em tempo integral, Ōtsuka assumiu o cargo de editor-chefe da revista Manga Burikko, ainda como freelancer. Os comentários que ele publicava na revista sob um pseudônimo tornaram-se a base de sua carreira posterior como comentarista.
Foi também nesse período que ocorreu o primeiro uso oficial do termo "otaku", publicado na Manga Burikko em 1983, enquanto Ōtsuka ainda ocupava o cargo de editor-chefe da revista. 
No final da década de 1980, Eiji Ōtsuka esteve envolvido no julgamento de um sequestrador e assassino em série de jovens garotas, que atuou entre 1988 e 1989 na região de Saitama, Tóquio.  O suspeito (posteriormente condenado), Tsutomu Miyazaki, possuía uma grande coleção de mangás. Na época, isso levou a uma associação constante da subcultura dos mangás com Miyazaki na imprensa e no imaginário popular, criando a ideia de que "jovens envolvidos com mangás amadores são perigosos, perturbados psicologicamente e pervertidos."  Ōtsuka contestou essa percepção amplamente difundida, escrevendo mais tarde que "ficava irritado com o fato de que o julgamento dos crimes [de Miyazaki] continuava sendo desviado para os hobbies ou gostos otaku." 
Em seu livro de 1989, A Theory of Narrative Consumption (Monogatari Shōhiron), Eiji Ōtsuka desenvolveu uma teoria sobre o consumo de mídia baseada na ideia de que os consumidores absorvem múltiplas pequenas narrativas que se encaixam dentro de uma "visão de mundo" ou uma grande narrativa unificadora.  Essa teoria exerceu grande influência nas análises de Hiroki Azuma sobre a cultura otaku. Os escritos de Azuma, por sua vez, ajudaram a conferir à teoria do consumo narrativo um "status canônico dentro da crítica de mangás e animes." 
Eiji Ōtsuka tem ministrado palestras em diversas universidades e faculdades japonesas sobre estudos de mangá. Em 2007, ele obteve seu doutorado pela Kobe Design University, com a tese intitulada: "Do Formato de Mickey à Proposição de Atom: a origem da metodologia dos mangás do pós-guerra nos anos de guerra e seu desenvolvimento."

## Trabalhos
Ensaios críticos
- まんがの構造――商品・テキスト・現象 (Construction of Manga: Product, Text, Phenomenon), Yudachisha, 1987.
- 物語消費論 (A Theory of Narrative Consumption), Shinyousha, 1989.
- システムと儀式 (System and Ritual), Chikumashobō, 1992.
- 戦後まんがの表現空間 (Expression Space of Post-War Manga), Houzoukan, 1994.
- キャラクター小説の作り方 (How to Make Character Novels), Kōdansha, 2003.
- アトムの命題 (Proposition of Atom), Tokumashoten, 2003.
- おたくの精神史 ―― 1980年代論 (The Intellectual History of Otaku: 1980's Theory), Kōdansha, 2004.

Novels
- 木島日記 [Kijima Diary]

Mangá
- 魍魎 戦記 MADARA Madara (1987–1994)
- JAPAN Japan (1994–1995)
- 多重人格探偵サイコ Multiple Personality Detective Psycho (1997–2016)
- 木島日記 Kijima Diary (1999–2003)
- リヴァイアサン Leviathan (1999–2005)
- 黒鷺死体宅急便 The Kurosagi Corpse Delivery Service (2000–present)
- 探偵儀式 Detective Ritual (2004–2009)

Anime
- Mahou no Rouge Lipstick (魔法のルージュ りっぷ☆すてぃっく, Mahō no Rūju Rippusutikku) (1985 OVA), Criador Original

### Obras críticas em tradução para o inglês
- Ōtsuka, Eiji (2010). «World and Variation: The Reproduction and Consumption of Narrative». University of Minnesota Press. Mechademia. 5: 99-116  – via Project MUSE

## Links externos
- Eiji Ōtsuka  na enciclopédia do Anime News Network (em inglês)